# Seán Fleming

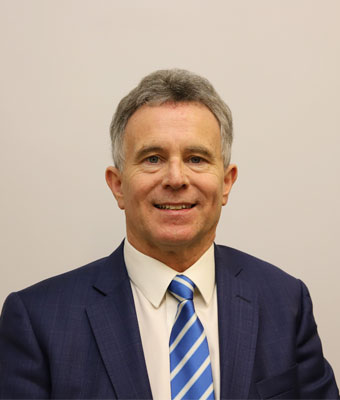
Séan Fleming (2020)

Seán Fleming (irisch Seán Pléamonn; * 27. Februar 1958 in Port Laoise, County Laois) ist ein irischer Politiker der Fianna Fáil (FF).

## Leben
Seán Fleming hat eine buchhalterische Ausbildung und studierte am Trinity College Dublin. Bei den Wahlen zum Dáil Éireann 1997 wurde er erstmals im Wahlkreis Laois gewählt und konnte seinen Sitz bei den folgenden Wahlen verteidigen. Als der Wahlkreis für die Wahlen 2020 neugebildet wurde (Laois–Offaly), war er weiterhin erfolgreich.  
Am 1. Juli 2020 wurde Séan Fleming als Staatsminister für Finanz-, Kredit und Versicherungswirtschaft im Finanzministerium (Minister of State at the Department of Finance, with special responsibility for Financial Services, Credit Unions and Insurance) in die Regierung Martin I berufen. Beim Wechsel der Regierungsgeschäfte auf Leo Varadkar gab er diesen Posten an Jennifer Carroll MacNeill ab und wurde im Dezember 2022 Staatsminister für Entwicklungszusammenarbeit und die irische Diaspora im Außenministerium (Minister of State at the Department of Foreign Affairs with special responsibility for International Development and Diaspora). 
Seán Fleming ist seit 1992 verheiratet und hat mit seiner Frau ein Kind.